# As Long as I Got You
"As Long as I Got You" é uma canção da cantora e compositora britânica Lily Allen, gravada para seu terceiro álbum de estúdio, Sheezus (2014). A canção foi composta pela própria Allen com auxílio do parceiro de longa data Greg Kurstin e Karen Poole, e a produção ficou a cargo unicamente de Kurstin.

## Precedentes
Allen confirmou em uma entrevista para a BBC durante o Glastonbury Festival que ela tinha gravado um videoclipe para outra faixa do álbum e outro videoclipe para um futuro single. Mas tarde, ela confirmou que o single escolhido seria "As Long as I Got You".

## Desempenho nas tabelas musicais
| Tabela musical (2014) | Melhor posição |
| --------------------- | -------------- |
| Austrália (ARIA)      | 45             |